# 9:05
9:05 est un jeu de fiction interactive développé par Adam Cadre en 2000. L'histoire raconte un homme qui se réveille et reçoit un appel lui disant d'aller travailler, et suit des chemins de ramification. Le jeu est couramment utilisé comme passerelle vers des jeux d'aventure textuels en raison de sa courte durée et de sa simplicité globale. Il est utilisé par les enseignants de langue seconde d'anglais (ESL) pour aider les élèves à maîtriser l'anglais.

## Système de jeu
Le jeu utilise un système de saisie de texte pour permettre à l'utilisateur de contrôler les actions du personnage (par exemple en utilisant "Open door" comme une commande pour demander au personnage d'ouvrir une porte). L'ensemble du jeu est basé sur du texte et prend environ cinq minutes pour terminer.

## Trame
Le personnage se réveille alors qu'un téléphone sonne à côté de lui. Après avoir décroché le téléphone, quelqu'un lui hurle qu'il doit être au travail ou il sera renvoyé. Le personnage change de ses vêtements souillés et après le nettoyage, monte dans une voiture. En arrivant au bureau, il s'assoit dans une cabine et remplit un formulaire. Quand il va retourner le formulaire, le patron qui avait téléphoné plus tôt lui demande: "Qui diable êtes-vous?" Le jeu se termine par un présentateur de nouvelles rapportant qu'un assassin a tué sa victime et l'a caché sous le lit. Il a mis ses vêtements et a tenté d'assumer la carrière de sa victime.
Lors des parties suivantes, le joueur peut regarder sous le lit pour trouver un cadavre, que le personnage a tué, et peut choisir de fuir dans la voiture au lieu d'aller au bureau.

## Développement
Le jeu a été créé par Adam Cadre en réponse à un fil Usenet sur l'écriture simple vs oblique dans la fiction interactive. Cadre a écrit que l'utilisation de 9:05 comme introduction à la fiction interactive "est assez astucieuse, mais ce n'est certainement pas ce que je voulais; je participais juste à un obscur différend doctrinal".

## Accueil
9:05 est couramment cité comme un point d'entrée efficace pour la fiction interactive, et de nombreux critiques l'ont classée parmi les meilleurs jeux de fiction interactifs jamais créés. Jay Bibby de Jay is Games a appelé le jeu « agréable et surprenant » et a pensé qu'il serait parfait pour un public occasionnel. Adam Smith de Rock, Paper, Shotgun a estimé qu'il était un grand point d' entrée à la fiction interactive. Richard Cobbett de PC Gamer fait l'éloge du jeu pour montrer comment « jouer avec un seul préconçue peut faire quelque chose incroyablement intelligent ». Dans le livre d'Anastasia Salter sur les jeux d'aventure, elle appelle 9:05 subversive et loue la façon dont cela a joué sur les attentes du joueur. Dans le livre Writing for Video Games, 9:05 était répertorié comme le deuxième jeu de fiction interactif le plus remarquable.
Les enseignants et les cours d'anglais langue seconde (ESL) utilisent 9:05 comme moyen d'enseigner la langue anglaise. Plusieurs plans de cours utilisent 9:05 comme un moyen pour les élèves d'anglais langue seconde de contextualiser les verbes dans une histoire simple et engageante,. Un enseignant d'anglais langue seconde au Portugal a estimé que le vocabulaire et l'histoire faciles de 9h05 permettaient aux élèves de s'engager plus facilement dans le matériel et de l'utiliser après avoir quitté l'école.